# Monoplan

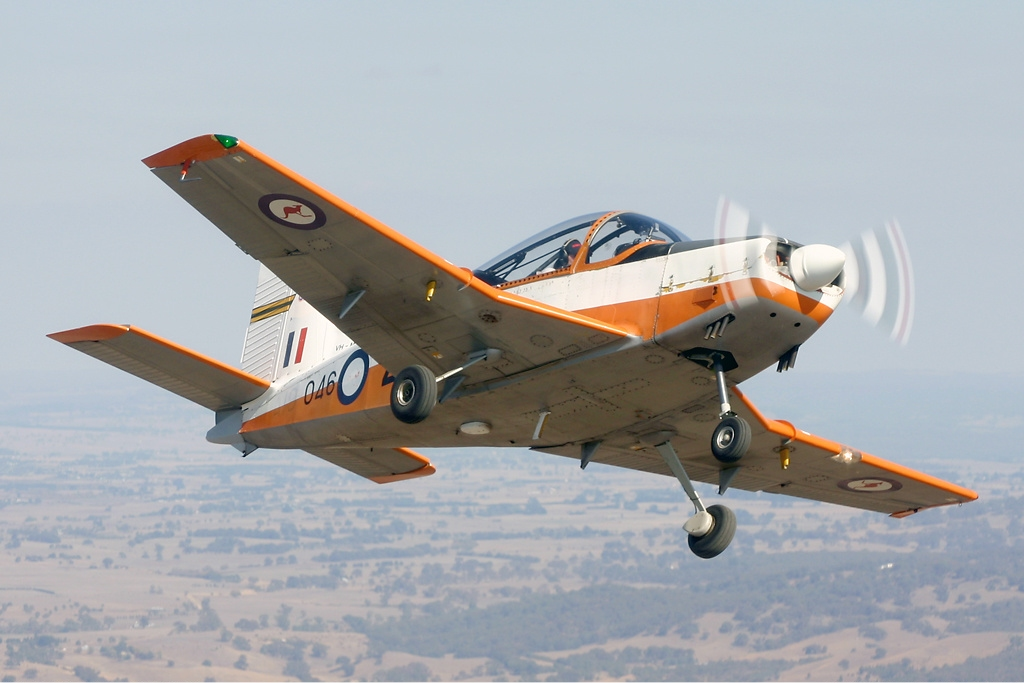
Un exemplu de monoplan.

Un monoplan este un avion prevăzut cu un singur rând de aripi. Astăzi aproape toate avioanele sunt monoplane, dar în primi ani al aviației acestea erau considerate mai puțin sigure decât biplanele. De fapt, primul avion care a zburat cu succes, numit Flyer și creat de frații Wright, a fost un biplan.

## Istoric
Primele monoplane a fost costruite de Félix du Temple de la Croix în 1874, de Alexandr Mojaiski în 1884 și de Clément Ader în 1890. 
Un alt monoplan aparținând de pionierat, a fost construit de inventatorul român Traian Vuia, care a făcut un zbor de doisprezece metri, la data de 18 martie 1906.
Alt monoplan important a fost construit cu aripă mijlocie în anul 1906 de Louis Blériot cu care a traversat Canalul Mânecii pe 25 iulie 1909
Odată cu sfârșitul primului război mondial, se răspândise ideea că biplanele erau mai bune și mai manevrabile decât monoplanele, astfel încât multe proiecte din acea epocă erau de acest tip. Totuși, după al doilea război mondial, monoplanele au avut mai mult succes, și de atunci până în ziua de azi sunt cele mai utilizate.

## Categorii
Monoplanele sunt categorisite în diferite tipuri în funcție de modul în care aripile sunt atașate la fuselaj (criteriul principal):
- Aripă joasă, intradosul aripii este la același nivel cu al fuzelajului
- Aripă mediană, aripa este îmbinată la mijlocul înălțimii fuzelajului
- Aripă de sus (la umăr), aripa este îmbinată în partea de sus a cabinei (cockpitului)
- Aripă de sus (înaltă), extradosul aripii este la același nivel cu al fuzelajului
- Aripă de sus (parasol), aripa este îmbinată prin montanți, deasupra fuzelajului

| Aripă joasă (Low wing) | Aripă mediană (Mid wing) | Aripă la umăr (Shoulder wing) | Aripă înaltă (High wing) | Aripă parasol (Parasol wing) |

## Vezi și
- Biplan – Triplan – Cvadruplan – Multiplan
- Aripă